# Khu bảo tồn thiên nhiên Bukit Timah
Khu bảo tồn thiên nhiên Bukit Timah là một khu bảo tồn tự nhiên nhỏ có diện tích 1,64 kilômét vuông (400 mẫu Anh) nằm tại trung tâm của thành phố-quốc gia Singapore. Nó nằm trên sườn đồi Bukit Timah cao 163,63 mét, điểm cao nhất của quốc gia. Khu bảo tồn nằm cách Downtown Core khoảng 12 kilômét.
Cùng với khu bảo tồn thiên nhiên Lưu vực Trung tâm lân cận tạo thành khu vực tự nhiên có hơn 840 loài thực vật có hoa và hơn 500 loài động vật. Ngày nay, nó là một trong những khoảng rừng nhiệt đới nguyên sinh lớn nhất còn sót lại ở Singapore. Bukit Timah được công nhận là vườn di sản ASEAN vào ngày 18 tháng 10 năm 2011.

## Tên nguyên
Tên của khu bảo tồn này xuất phát từ ngọn đồi cao nhất Singapore, Bukit Timah. Bukit trong tiếng Mã Lai có nghĩa là "đồi", còn Timah có nghĩa là "thiếc". Đây từng là một mỏ khai thác đá hoa cương trong nhiều năm nhưng kể từ giữa những năm 1900, tất cả các hoạt động của nó đã bị ngưng lại và được chuyển đổi thành các khu vực giải trí và thậm chí là trường quay phim ảnh.

## Lịch sử
Năm 1882, Nathaniel Cantley khi đó là giám đốc của Vườn bách thảo Singapore được chính phủ của Các khu định cư Eo biển ủy nhiệm chuẩn bị một báo cáo về các khu rừng của các khu định cư. Theo khuyến nghị của Cantley, một số khu bảo tồn rừng đã được hình thành trên đảo Singapore trong vài năm sau đó. Bukit Timah là một trong những khu bảo tồn rừng đầu tiên được thành lập vào năm 1883.
Tất cả các khu bảo tồn đều được sử dụng để lấy gỗ, ngoại trừ Khu bảo tồn Bukit Timah. Đến năm 1937, trữ lượng rừng bị cạn kiệt do áp lực phát triển kinh tế. Tuy nhiên, ba khu vực trong đó có khu bảo tồn Bukit Timah được giữ lại để bảo vệ các hệ động thực vật dưới sự quản lý của Vườn bách thảo Singapore.
Năm 1951, việc bảo vệ thêm các khu bảo tồn đã được tăng sức nặng bằng cách ban hành Sắc lệnh về Khu bảo tồn thiên nhiên và thành lập Ủy ban Bảo tồn thiên nhiên để quản lý. Tổng diện tích của các khu bảo tồn hiện nay là khoảng 28 km vuông. Chúng được sử dụng để nhân giống, bảo vệ và bảo tồn các loài động thực vật bản địa của Singapore theo Đạo luật Vườn quốc gia và được quản lý bởi Ủy ban Vườn quốc gia.

## Động thực vật
Các loài thực vật phổ biến tại đây gồm song mây, vả tây, mã rạng. Gần khu vực trung tâm du khách là hai cây gắm. Trong khu bảo tồn là 18 loại cây họ Dầu, bao gồm cả dầu nâu đỏ và dầu cát. Các loài phổ biến khác bao gồm kè Nhật, dương xỉ, địa y và nấm.
Về động vật, khu bảo tồn có sự đa dạng các loài côn trùng, động vật có vú, chim và bò sát. Khỉ đuôi dài là loài phổ biến trong khu bảo tồn. Các loài động vật có vú khác gồm tê tê Java, chồn bay Sunda, sóc sọc hông bụng hung, sóc mảnh dẻ. Đặc biệt khi đây là nơi duy nhất tại Singapore có loài sóc bay má đỏ.
Loài chim phổ biến nhất tại khu bảo tồn là chèo bẻo đuôi cờ chẻ. Các loài khác gồm chim lam, cu rốc mào đỏ, cu luồng. Cùng với khu bảo tồn thiên nhiên Lưu vực Trung tâm ở lân cận, Bukit Timah tạo thành vùng chim quan trọng của BirdLife International vì nó là nơi trú ẩn quan trọng của loài chào mào đầu rơm và đớp ruồi rừng rậm ngực nâu cực kỳ nguy cấp.
Các loài động vật khác tại khu bảo tồn gồm rắn cây thiên đường, trăn gấm, thằn lằn bóng hoa, cuốn chiếu, ong bầu, ve sầu, kiến rừng lớn, nhện chuối, nhện ngô. Đặc biệt, đây là nơi có loài bản địa cua suối Sigapore, một loài cua nước ngọt đặc hữu chỉ có mặt tại Singapore, cụ thể hơn là tại hai khu bảo tồn thiên nhiên Bukit Timah và Bukit Batok nên nó được xếp vào danh sách loài bị đe doạ ở mức cực kỳ nguy cấp do mất dần môi trường sống.